# هرمان هومل
هرمان هومل (آلمانی: Hermann Hummel؛ ۲۲ ژوئن ۱۸۷۶ – ۱۳ سپتامبر ۱۹۵۲) یک شیمی‌دان، و سیاست‌مدار اهل آلمان بود.